# Aurora Mountain
Aurora Mountain är ett berg i Kanada.   Det ligger i provinserna Alberta och British Columbia, i den centrala delen av landet, 3 000 km väster om huvudstaden Ottawa. Toppen på Aurora Mountain är 2 797 meter över havet.
Terrängen runt Aurora Mountain är bergig åt nordväst, men åt sydost är den kuperad.Trakten runt Aurora Mountain är nära nog obefolkad, med mindre än två invånare per kvadratkilometer.. Det finns inga samhällen i närheten. 
Trakten runt Aurora Mountain består i huvudsak av gräsmarker.